# Касий Лонгин
Вижте пояснителната страница за други личности с името Лонгин.
Да не се бърка с другия автор Касий Дионисий Лонгин, наричан Псевдо Лонгин.
Касий Лонгин (Kassios Longinos, лат.: Cassius Longinus; * 213; † 273 в Емеса), e гръцки философ (платоник), реторик и филолог.
Произлиза по майчина линия от знатна фамилия от Емеса (днес Хомс в Западна Сирия). Баща му е неизвестен.
Като дете пътува често с богатите си родители. По-късно като студент се запознава с източната част на Римската империя и с много философи. Следва в Александрия при философа Амоний Сакас, основател на школа, от която произлиза течението неоплатонизъм. Друг негов учител в тази школа е платоникът Ориген.
След завършване на следването си той преподава платоническа философия и реторика в Атина.
В неговата школа учи и Порфирий (234-305). До 11 век Лонгин е почитан главно като литературен критик. Пише няколко произведения, от които най-известни са неговите „Филологически беседи“ от 21 книги.
Когато херулите разрушават Атина през 267 г. той отива във Финикия и става съветник на Зенобия в Палмира. През 272 г. той и Зенобия са затворени и съдени в Емеса за предателство. Лонгин е екзекутиран, а Зенобия е освободена.